# Гвоздев, Леонид Залманович
Леонид Залманович Гвоздев (15 февраля 1945, Москва — 23 ноября 2006, Москва) — российский журналист, обозреватель, фельетонист, 40 лет творческой деятельности которого связано с газетой «Московская правда».

## Биография
Окончил школу с серебряной медалью, поступил на физико-математический факультет МГУ. Через некоторое время сменил факультет. В 1968 году окончил факультет журналистики МГУ. С 1966 до конца жизни (с небольшими перерывами) работал в газете «Московская правда». Автор более 600 фельетонов. Как обозреватель специализировался на темах культуры, много писал о музыке и музыкантах, а также о шахматах, при этом сам играл на любительском уровне. Сотрудничал также в «Спорт-Экспрессе», «Советской России», в экологической газете «Спасение». В 1987—1991 был ответственным секретарём в журнале «64 — Шахматное обозрение», затем колумнистом сайта шахматного издания. В публикациях на шахматную тему часто использовал литературный псевдоним «М.Крохов».
В газете «Московская правда» Гвоздев, помимо творческой и организационной работы, вёл шахматный отдел. Придумал и сам вёл рубрику «Запомните это имя», где представлял фотографии юных начинающих шахматистов с большими, по оценке Гвоздева, перспективами. В рубрике были опубликованы фотографии будущих чемпионов мира Гарри Каспарова и Александры Костенюк, гроссмейстеров Александра Грищука, Александра Морозевича, Марии Манаковой.
Широкий резонанс получила статья Гвоздева «Пятна на чистом листе» (2006) — о Владимире Крамнике, в которой он подверг жёсткой критике спортивные и человеческие качества чемпиона мира. Статья, опубликованная в «64» незадолго до кончины автора, вызвала чрезвычайно бурную полемику, ни до, ни после Гвоздева в подобном духе о Крамнике никто из журналистов не писал.
Главный редактор «64 — Шахматное обозрение» Александр Рошаль, сотрудничавший с Гвоздевым на протяжении 40 лет, отозвался о нём так:
Мыслящий репортёр. Нельзя сказать, что писал лучше всех. Но профессионал... делатель... работник — каких мало. Существует уловимая разница между автором и журналистом. Вот Лёня из этой разницы и состоял. То, что внутри этих двух понятий, и есть он. .
Полемические заметки Гвоздева, его своеобразные личностные оценки, острый на словцо язык, вызывали противоречивую реакцию в шахматном сообществе, не раз были причиной его конфликтов с российскими шахматными функционерами. Вместе с тем к словам Гвоздева прислушивались Гарри Каспаров и Кирсан Илюмжинов. В шахматы Гвоздев мог играть сутки напролёт, много курил.
23 ноября 2006 года на 62-м году жизни скоропостижно скончался у себя дома от внезапного разрыва сердца.
Лауреат премии Союза журналистов России. В память о Гвоздеве регулярно проводятся шахматные турниры и творческие вечера с участием гроссмейстеров.

## Семья
Был женат на Галине, двое детей Иннокентий и Любовь, двое внуков Анастасия и Леонид.